# Liste der Kulturdenkmäler in Biedenkopf
Die folgende Liste enthält Kulturdenkmäler auf dem Gebiet der Stadt Biedenkopf im Landkreis Marburg-Biedenkopf, Hessen.
| Bild                          | Bezeichnung                              | Lage                                        | Beschreibung | Bauzeit            | Daten |
| ----------------------------- | ---------------------------------------- | ------------------------------------------- | --- | ------------------ | ----- |
| weitere Bilder                | Bahnhof Biedenkopf                       | Am Bahnhof 1 Lage                           | Durchgangsbahnhof Biedenkopf an der Oberen Lahntalbahn; Fachwerk, überwiegend verputzt und mit Schieferschindeln verkleidet (erbaut 1883):S. X | 1883               |       |
| weitere Bilder                | Schenkbarsches Haus                      | Bei der Kirche 8–9 Lage                     | Dreigeschossiges Gebäude mit Zwerchhaus auf einem Bruchsteinsockel; Ständerbauweise, schiefergedecktes Giebeldach (erbaut ca. 15. Jh.):106–110 | ca. 15. Jh.        |       |
| weitere Bilder                | Ev. Stadtkirche                          | Bei der Kirche 13 Lage                      | Neugotische Hallenkirche mit Satteldach, erbaut 1888–1891 auf dem Gelände eines Vorgängerbaus aus dem 13. Jh.; aus einer Erweiterung um 1400 sind Nothgotteskapelle und Sakristei erhalten:106–110 | 1888–1891          |       |
| weitere Bilder                | Ehemaliges Rathaus                       | Bei der Kirche 14 Lage                      | Auch Altes Rathaus; Fachwerkbau mit Mansarddach; bis ca. Mitte 19. Jh. öffentliches Brauhaus, bis 1935 Sitz der Stadtverwaltung, zeitweilig Jugendherberge, nun Wohngebäude; Kellergeschoss mit gotischen Spitzbögen; inklusive Anbau:106–110 |                    |       |
| weitere Bilder                | Rathausbrunnen                           | Bei der Kirche/Stadtgasse Lage              | Auch Marktbrunnen, Oberstadtbrunnen; rundes, wohl mittelalterliches Sandsteinbecken, goldener Löwe mit Stadtwappen auf der Säule:106–110 |                    |       |
| weitere Bilder                | Amtsgericht Biedenkopf Nebengebäude      | Hainstraße 70 Lage                          | (Gebäudeensemble) Gründerzeitliche Industriellenvilla (vormals als Buderus-Villa bezeichnet):106–110 |                    |       |
| weitere Bilder                | Amtsgericht Biedenkopf Hauptgebäude      | Hainstraße 72 Lage                          | (Gebäudeensemble) Dreistöckiges Steinhaus mit repräsentativem Treppengiebel (vor Ort unüblich) als damaliger Neubau eines Gerichtsgebäudes (erbaut 1893):106–110 | 1893               |       |
| weitere Bilder                | Wohnhaus                                 | Hainstraße 82 Lage                          | Aufwändige Neurenaissancevilla, Putzbau mit Sandsteingliederungen, um 1905 erbaut:106–110 | um 1905            |       |
| weitere Bilder                | Ev. Hospitalkirche                       | Hospitalstraße 13 Lage                      | Eigentl. „Hospitalkapelle zum Heiligen Geist“; Stiftung von 1417, Umbau 1617, Mitte 19. Jh. gotisiert; zuletzt 2001 renoviert:106–110 | 1417               |       |
| weitere Bilder                | Kath. Kirche St. Elisabeth und Pfarrhaus | Hospitalstraße 41 Lage                      | Diabas mit Sandsteingliederungen in neugotischen Formen, 1888/89 erbaut:106–110 | 1888/1889          |       |
| weitere Bilder                | Hinterlandmuseum                         | Im Schloss 1 Lage                           | Hinterlandmuseum im Landgrafenschloss (Burg):106–110 |                    |       |
| weitere Bilder                | Schloss Biedenkopf                       | Zum Schloß 1 Lage                           | Burg mit Bergfried, Palas, Ringmauer, Zwinger, Wohnturm (erbaut ca. Anfang 13. Jh.):106–110 | ca. Anfang 13. Jh. |       |
| weitere Bilder                | Landratsamt (Kreishaus)                  | Kiesackerstraße 10–12 Lage                  | Außenstelle der Kreisverwaltung Marburg-Biedenkopf mit Parkanlage; der Erstbau wurde 1924–1925 erstellt und in den Jahren der Selbstständigkeit (der Kreis Biedenkopf bestand von 1832 bis 1974 und ging im neu gegründeten Landkreis Marburg-Biedenkopf auf) als Kreishaus bezeichnet; 1960–63 modern erweitert:106–110                                                                      | 1924–1925          |       |
| weitere Bilder                | Kreiskriegerdenkmal                      | Marktplatz Lage                             | Sockel aus heimischen Diabas-Natursteinbrocken, auf der Spitze zwei Soldatenfiguren aus Bronzeguss; drei Ehrentafeln erinnern an die Gefallenen des Altkreises Biedenkopf in den Kriegen 1866 und 1870/71; am 19. Juni 1904 nach Plänen des Marburger Bildhauers Theodor Josef Paffrath vom Kreiskriegerverband Biedenkopf errichtet:106–110                                                  | 1904               |       |
| weitere Bilder                | Wohn- und Geschäftshaus                  | Marktplatz 19 Lage                          | Fachwerkbau, teilweise verschiefert; Obergeschoss im Renaissance-Stil reichverziert und geschnitzt; 1906 erbaut; aktuelle Nutzung: Eiscafé Fantastico:106–110 | 1906               |       |
| weitere Bilder                | Wohnhaus                                 | Obergasse 3 Lage                            | Fachwerkbau, Kreuzung Obergasse/Mittelgasse/Bei der Kirche, datiert 1722 (laut Inschrift 1727):106–110 | 1722               |       |
| weitere Bilder                | Stadtbefestigung                         | Schlossberg Lage                            | Sog. Hexenturm, Mauer, Türme (zwei Schalentürme mit halbrundem Querschnitt, ein Turm mit fast quadratischem Grundriss), 1983/84 freigelegt:106–110 |                    |       |
| weitere Bilder                | Wohnhaus                                 | Stadtgasse 3 Lage                           | Fachwerkbau, teilweise verschiefert, Obergeschoss vorkragend, abgeschrägte Ecken im Erdgeschoss, erbaut um 1718:106–110 | um 1718            |       |
| weitere Bilder                | Fachwerkscheune                          | Untergasse 47 Lage                          | Ständerbau mit Resten einer Firstsäulenkonstruktion (erbaut 1609, Umbauten von 1750 und 1826):106–110 | 1609               |       |
| Ludwigshütte, Direktorenvilla | Ludwigshütte, Direktorenvilla            | Ludwigshütte, Wittgensteiner Straße 18 Lage | Ehemalige Direktorenvilla der Ludwigshütte. Die Ludwigshütte ist eine der ältesten Eisenhütten der Region, Gründung um 1530 am rechten Lahnufer, der Gebäudebestand ist größtenteils im Jahre 2001 abgebrochen worden, verblieben sind die ehemalige Direktorenvilla und das ehemalige Verwaltungsgebäude.:106–110                                                                            | 1906               |       |
| weitere Bilder                | Ludwigshütte, Verwaltungsgebäude         | Ludwigshütte, Hüttenstraße 3 Lage           | Ehemaliges Verwaltungsgebäude der Ludwigshütte (heute Hütter Treff), ein langer, zweigeschossiger Bau mit Mansarddach. Die Ludwigshütte ist eine der ältesten Eisenhütten der Region, Gründung um 1530 am rechten Lahnufer, der Gebäudebestand ist größtenteils im Jahre 2001 abgebrochen worden, verblieben sind die ehemalige Direktorenvilla und das ehemalige Verwaltungsgebäude.:106–110 | 1919               |       |